# Srpska, Podgorica
Srpska este un sat din municipiul Podgorica, Muntenegru.

## Demografie
|  |

| Demografie | Demografie | Demografie |
| An         | Locuitori  | Locuitori  |
| ---------- | ---------- | ---------- |
|            |            |            |
|            |            |            |
|            |            |            |
|            |            |            |
| 1948       | 112        |            |
| 1953       | 138        |            |
| 1961       | 234        |            |
| 1971       | 195        |            |
| 1981       | 305        |            |
| 1991       | 414        | 406        |
| 2003       | 518        | 515        |

| \| Componența etnică conform recensământului din 2003[2] \| Componența etnică conform recensământului din 2003[2] \| Componența etnică conform recensământului din 2003[2] \| Componența etnică conform recensământului din 2003[2] \| Componența etnică conform recensământului din 2003[2] \| \| ----------------------------------------------------- \| ----------------------------------------------------- \| ----------------------------------------------------- \| ----------------------------------------------------- \| ----------------------------------------------------- \| \| \| \| \| \| \| \| Muntenegreni \| Muntenegreni \| \| 295 \| 57,28% \| \| Sârbi \| Sârbi \| \| 177 \| 34,36% \| \| Musulmani \| Musulmani \| \| 15 \| 2,91% \| \| Iugoslavi \| Iugoslavi \| \| 6 \| 1,16% \| \| Macedoneni \| Macedoneni \| \| 1 \| 0,19% \| \| necunoscută \| necunoscută \| \| 0 \| 0% \| |              |  |     |        |
| Componența etnică conform recensământului din 2003 |              |  |     |        |
| |              |  |     |        |
| Muntenegreni | Muntenegreni |  | 295 | 57,28% |
| Sârbi | Sârbi        |  | 177 | 34,36% |
| Musulmani | Musulmani    |  | 15  | 2,91%  |
| Iugoslavi | Iugoslavi    |  | 6   | 1,16%  |
| Macedoneni | Macedoneni   |  | 1   | 0,19%  |
| necunoscută | necunoscută  |  | 0   | 0%     |